# Cozauhquicintéotl
Cozauhquicintéotl (del náhuatl: cozauhquicinteotl ‘dios del maíz amarillo’‘cozauhqui, amarillo; cintli, maíz; teotl, dios’) en la mitología mexica, es el dios de las mieses amarillas o del maíz amarillo, siendo este uno de los cuatro dioses del maíz con los siguientes colores determinantes con el blanco, con el amarillo, con el rojo y finalmente con el negro o prieto con el nombre colectivo de los Cinteteo, que se ven formando una procesión en el Códice Borbónico.